# Ralf Sievers
Ralf Sievers (Luneburgo, 30 ottobre 1961) è un allenatore di calcio ed ex calciatore tedesco, di ruolo difensore.
È il fratello di Jörg Sievers, a sua volta calciatore.

## Carriera

### Calciatore

#### Nazionale
Pur non avendo giocato nella nazionale maggiore partecipò ai Giochi olimpici di Seul 1988, dove la Nazionale tedesca occidentale conquistò il bronzo.

### Allenatore
Dal 2001 al 2007 allena il Lüneburger. Dal 2011 allena il Teutonia Uelzen.

## Palmarès

### Giocatore

#### Club
- Coppa di Germania: 1

Eintracht Francoforte: 1987-1988

#### Nazionale
- Campionato mondiale Under-20: 1

Australia 1981
- Bronzo olimpico: 1

Seul 1988